# Ørbæk Sogn

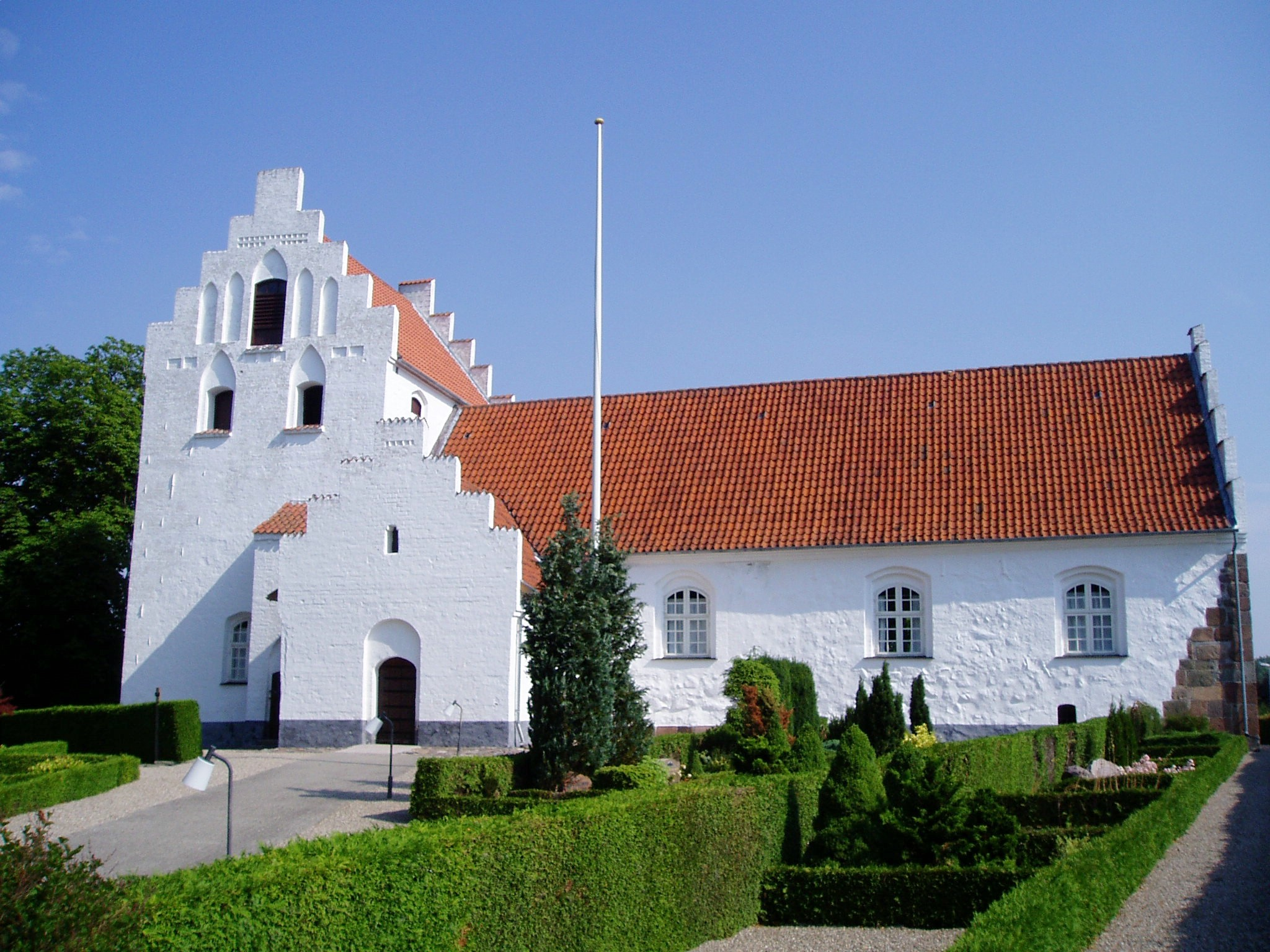
Ørbæk Kirke

Ørbæk Sogn ist eine Kirchspielsgemeinde (dän.: Sogn)
auf der Insel Fyn (dt.: Fünen) im südlichen Dänemark.
Bis 1970 gehörte sie zur Harde Vindinge Herred im damaligen Svendborg Amt, danach zur Ørbæk Kommune im
Fyns Amt, die im Zuge der  Kommunalreform zum 1. Januar 2007 in der
Nyborg Kommune in der Region Syddanmark aufgegangen ist.
Im Kirchspiel leben 1842 Einwohner, davon 1683 im ehemaligen Kommunenzentrum Ørbæk (Stand: 1. Januar 2023).
Im Kirchspiel liegt die Kirche „Ørbæk Kirke“.
Nachbargemeinden sind im Westen Ellested Sogn, im Nordwesten Herrested Sogn, im Norden Refsvindinge Sogn, im Nordosten Vindinge Sogn, im Osten Frørup Sogn, im Süden Svindinge Sogn und in der südwestlich gelegenen Faaborg-Midtfyn Kommune Gislev Sogn.